# Лостун
Лостун — гора в Украинских Карпатах, в  Чивчинских горах (Мармарошский массив). Расположена в пределах  Верховинского района  Ивано-Франковской области, юго-восточнее села  Буркут.
Высота 1653,5 м (по другим данным — 1654 м). Подножие и склоны горы покрыты лесами, вершина незалесненная, с лугами. Склоны крутые, особенно западный склон.
К юго-западу расположена высочайшая вершина  Чивчинских гор — Чивчин (1766 м), на юг — Малый Лостун (1594,7 м). Недалеко от горы (у юго-западного склона) проходит украинско-румынская граница.
Севернее Лостуна расположен гидрологический памятник природы — Висячее Болото.
Ближайший населённый пункт: с.  Буркут.